# Collenberg

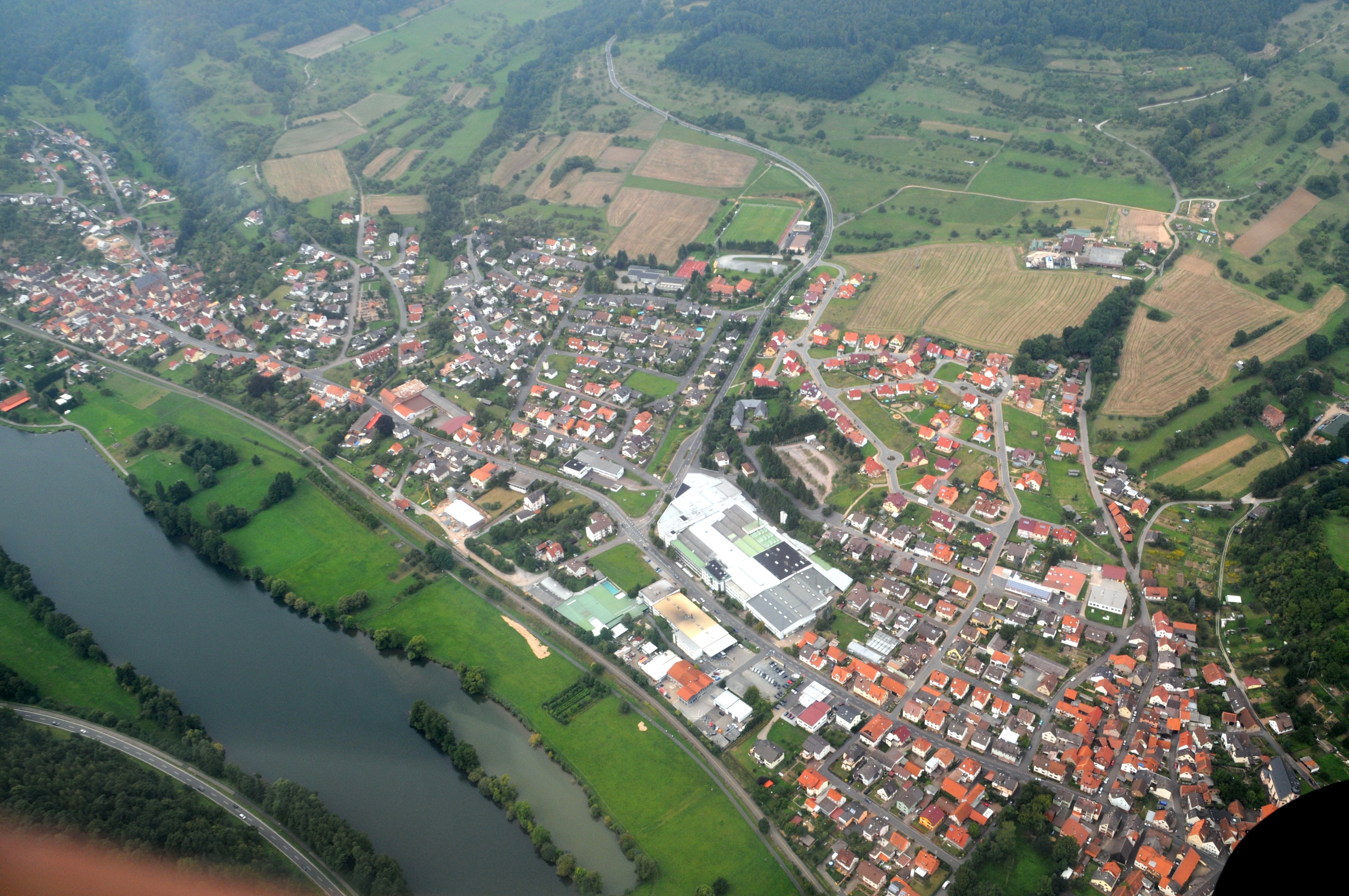
Luftbild 2008

Collenberg ist eine Gemeinde im unterfränkischen Landkreis Miltenberg.

## Geografie

### Geografische Lage
Der Hauptort, ein Doppeldorf bestehend aus Reistenhausen (westlich) und Fechenbach (östlich), liegt am Main und ist 13 km von Miltenberg und 18 km von Wertheim entfernt. Im Main zwischen Collenberg und Freudenberg liegt die Landesgrenze zwischen Bayern und Baden-Württemberg. Der topographisch höchste Punkt der Gemeinde befindet sich mit 497 m ü. NHN (Lage) am Geiersberg nordwestlich von Reistenhausen, der niedrigste liegt im Main auf 124,5 m ü. NHN (Lage). Durch Collenberg führt der Fränkische Marienweg.

### Gemeindegliederung
Die Gemeinde hat drei Gemeindeteile (in Klammern der Siedlungstyp):
- Fechenbach (Pfarrdorf)
- Kirschfurt (Dorf)
- Reistenhausen (Kirchdorf)

Die Einöde Theresienhof zählt zum Gemeindeteil Kirschfurt.

### Nachbargemeinden
| Markt Mönchberg   | Markt Eschau                                |                        |
| Gemeinde Röllbach | Kompassrose, die auf Nachbargemeinden zeigt | Gemeinde Dorfprozelten |
| Markt Großheubach | Markt Bürgstadt                             | Stadt Freudenberg      |

## Name
Der Ortsname stammt von der oberhalb des Hauptortes liegenden Collenburg.

## Geschichte

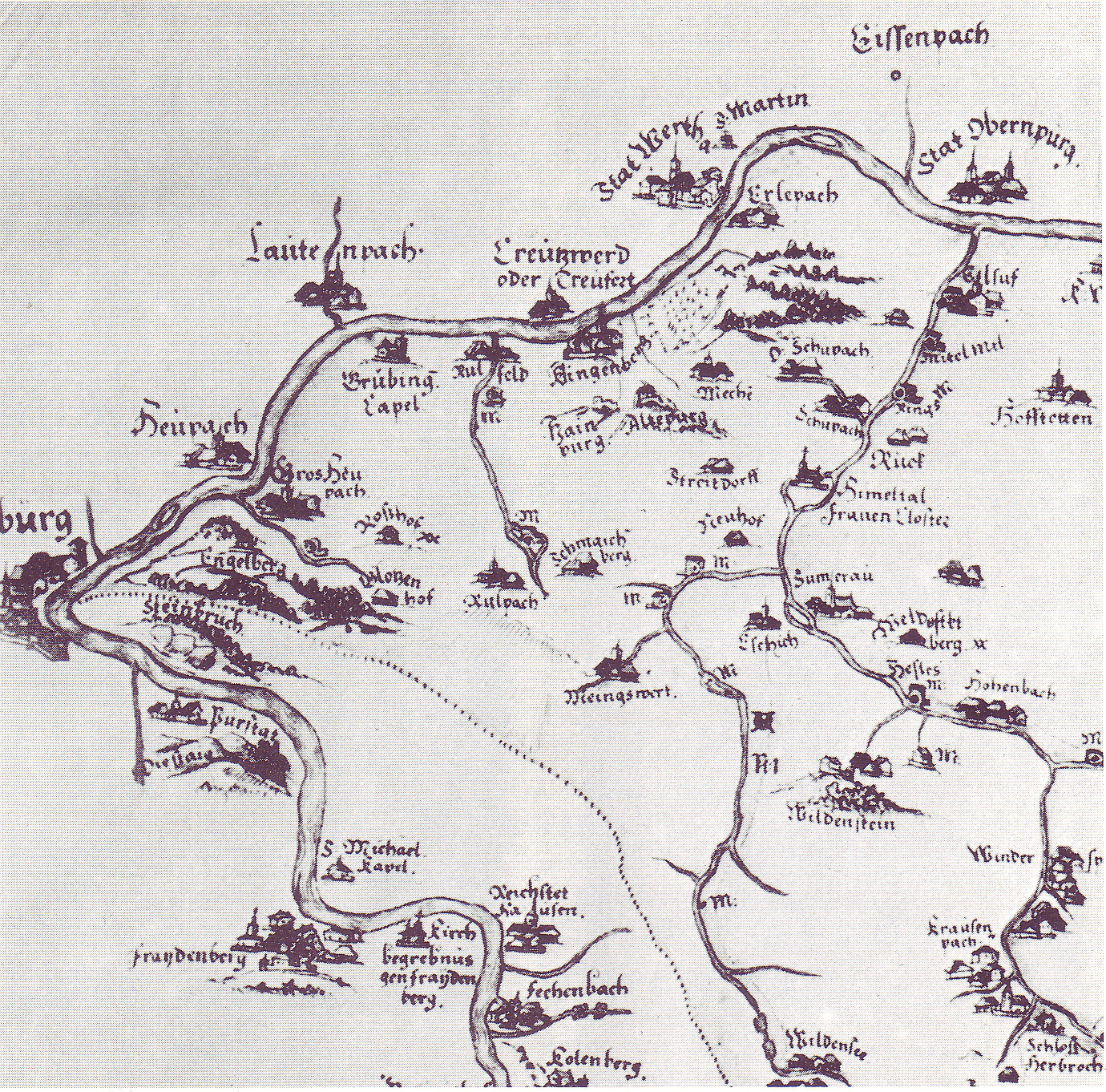
Collenberg („Kolenberg“) und Fechenbach in der Karte des Spessarts von Paul Pfinzing von 1594 (Norden ist rechts)

Die Collenburg wird 1214 erstmals erwähnt. Ihr Bauherr Walter de Colbo aus dem Geschlecht der Schenken von Limpurg diente dem römisch-deutschen König Philipp von Schwaben und danach den Kaisern Otto IV. (1198–1218) und Friedrich II. als Reichsministeriale und Erbschenk. Der ursprüngliche Name der Burg, nach der auch die unterhalb entstehende Siedlung genannt wurde, war colbenbërc, benannt nach den Streitkolben aus dem Wappen der Schenken.
Um 1250 erhielt das Geschlecht der Rüdt von Collenberg die Collenburg als Lehen vom Deutschorden.
Die Gemeinde entstand am 1. April 1971 im Rahmen der Gebietsreform in Bayern durch die Zusammenlegung der Gemeinden Fechenbach und Reistenhausen (mit Kirschfurt).

### Einwohnerentwicklung
Im Zeitraum 1988 bis 2018 stieg die Einwohnerzahl von 2305 auf 2442 um 137 Einwohner bzw. um 5,9 %. 2003 zählte Collenberg 2682 Einwohner.
Quelle: BayLfStat

## Politik

### Bürgermeister und Gemeinderat
Seit 1. Mai 2020 ist Andreas Freiburg (CSU) Erster Bürgermeister; dieser wurde am 15. März 2020 mit 76,09 % der gültigen Stimmen gewählt. Sein Vorgänger war von Mai 2008 bis April 2020 Karl Josef Ullrich (CSU).
Der Gemeinderat besteht aus 14 Mitgliedern; in der Amtszeit von Mai 2020 bis April 2026 sind vertreten:
- CSU: 8 Sitze (54,8 %)
- SPD: 3 Sitze (20,9 %)
- Freie Bürger Collenberg: 3 Sitze (24,3 %)

Die Wahlbeteiligung betrug 63,6 %.

### Wappen
| Wappen von Collenberg | Blasonierung: „Durch eine silberne Wellenleiste geteilt von Rot und Blau; oben nebeneinander ein sechsspeichiges silbernes Rad und ein silberner Rüdenkopf mit schwarzem Stachelhalsband; unten drei, zwei zu eins gestellte, wachsende silberne Kolben (aus dem Wappen der Schenken von Limpurg).“ |
| Wappen von Collenberg | Wappenbegründung: Die Gemeinde Collenberg besteht seit 1971 aus den ehemals selbstständigen Gemeinden Fechenbach und Reistenhausen und führt seitdem den Namen Collenberg. Dieser leitet sich von der gleichnamigen, in unmittelbarer Nähe von Fechenbach gelegenen Burgruine ab. Die Schenken von Klingenberg, Reichsministerialen, erbauten vor 1214 die Burg, die seitdem den Namen Kollenberg in Anlehnung an den Namen des Stammvaters Walter Kolbo trägt. Mit dem Aussterben der Schenken von Klingenberg um 1270 kam die Burg in den Besitz der Rüdt, die sich seitdem Rüdt von Collenberg nannten. 1450 erwarben sie Fechenbach und Reistenhausen und bauten diese zu einer selbstständigen Ritterschaft aus. Die Familie ist 1635 im Mannesstamm ausgestorben. Die Burg, die seit 1483 Mainzer Lehen war, fiel daraufhin an den Kurstaat Mainz. Die Streitkolben sind dem Wappen der Schenken von Klingenberg entnommen, der Rüdenkopf dem Wappen der Rüdt von Kollenberg. Das Mainzer Rad sowie die Farben Silber und Rot erinnern an die Landesherrschaft des Kurstaates Mainz bis zum Ende des Alten Reichs 1803. Der silberne Wellenbalken symbolisiert den Main, der das Gemeindegebiet durchfließt. Dieses Wappen wird seit 1973 geführt. |

## Verkehr
Die Haltepunkte Collenberg und Freudenberg-Kirschfurt liegen an der Bahnstrecke Miltenberg West–Wertheim. Hier fahren Züge der Westfrankenbahn zwischen Aschaffenburg, Wertheim, Lauda und Crailsheim.
Auf der anderen Mainseite liegt die baden-württembergische Landesstraße L 2310, die in Kirschfurt über die bayerische Staatsstraße St 2315 mit der Hauptstraße von Collenberg verbunden ist. Die Hauptstraße führt auf der Collenberger Mainseite am Main entlang bis Hasloch.

## Öffentliche Einrichtungen

### Bildungseinrichtungen
- Haus für Kinder, Kindergarten St. Martin mit etwa 120 Kindern (Kinderkrippe, Kindergarten, Hort)
- Volksschule

### Sport
- Parcours für das 3D-Bogenschießen mit 33 Zielen.[12]
- Mountainbike-Rundstrecke[13]
- Sportverein TSV Collenberg 1947 e. V.[14]

## Kultur und Sehenswürdigkeiten

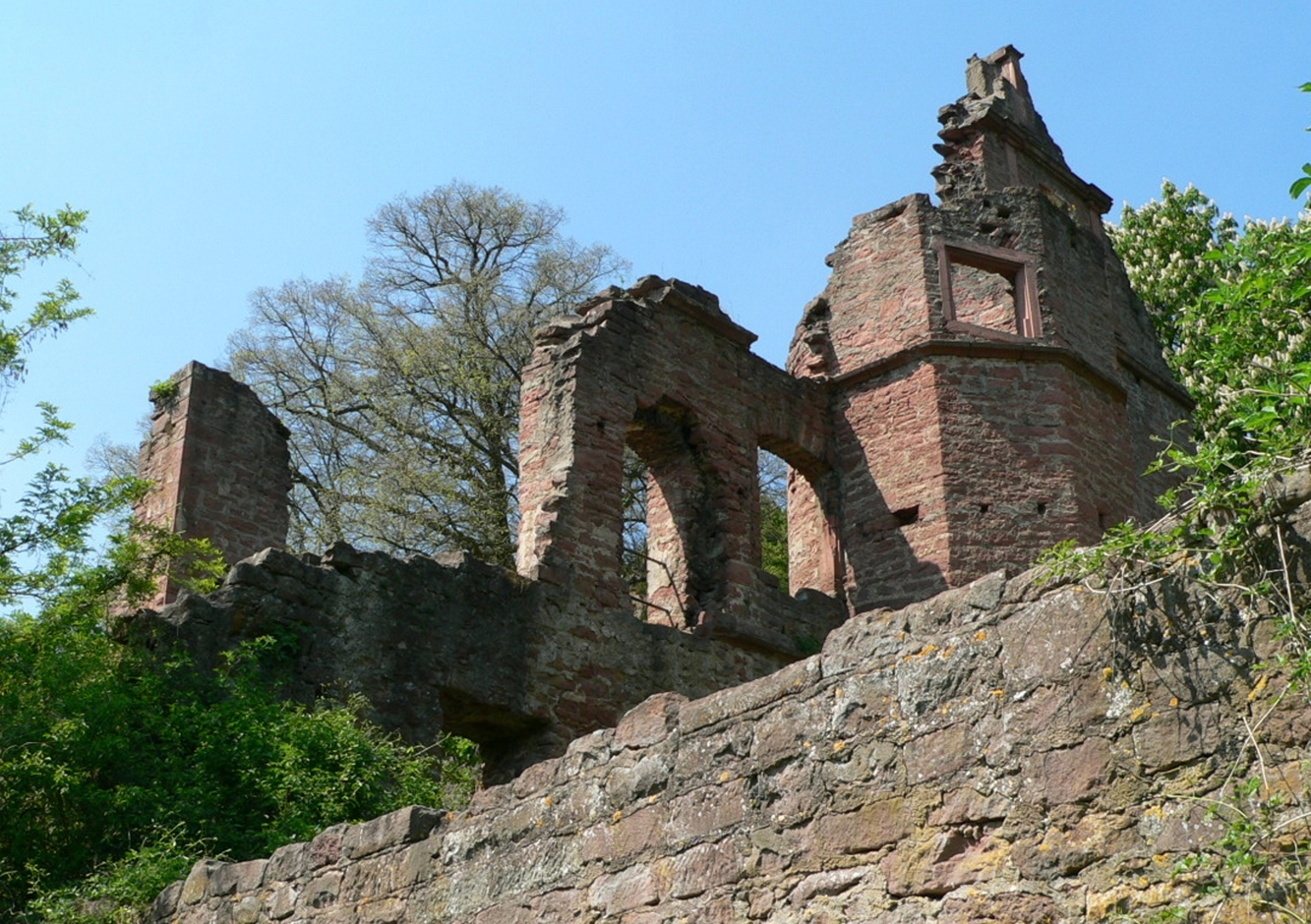
Ruine der Collenburg

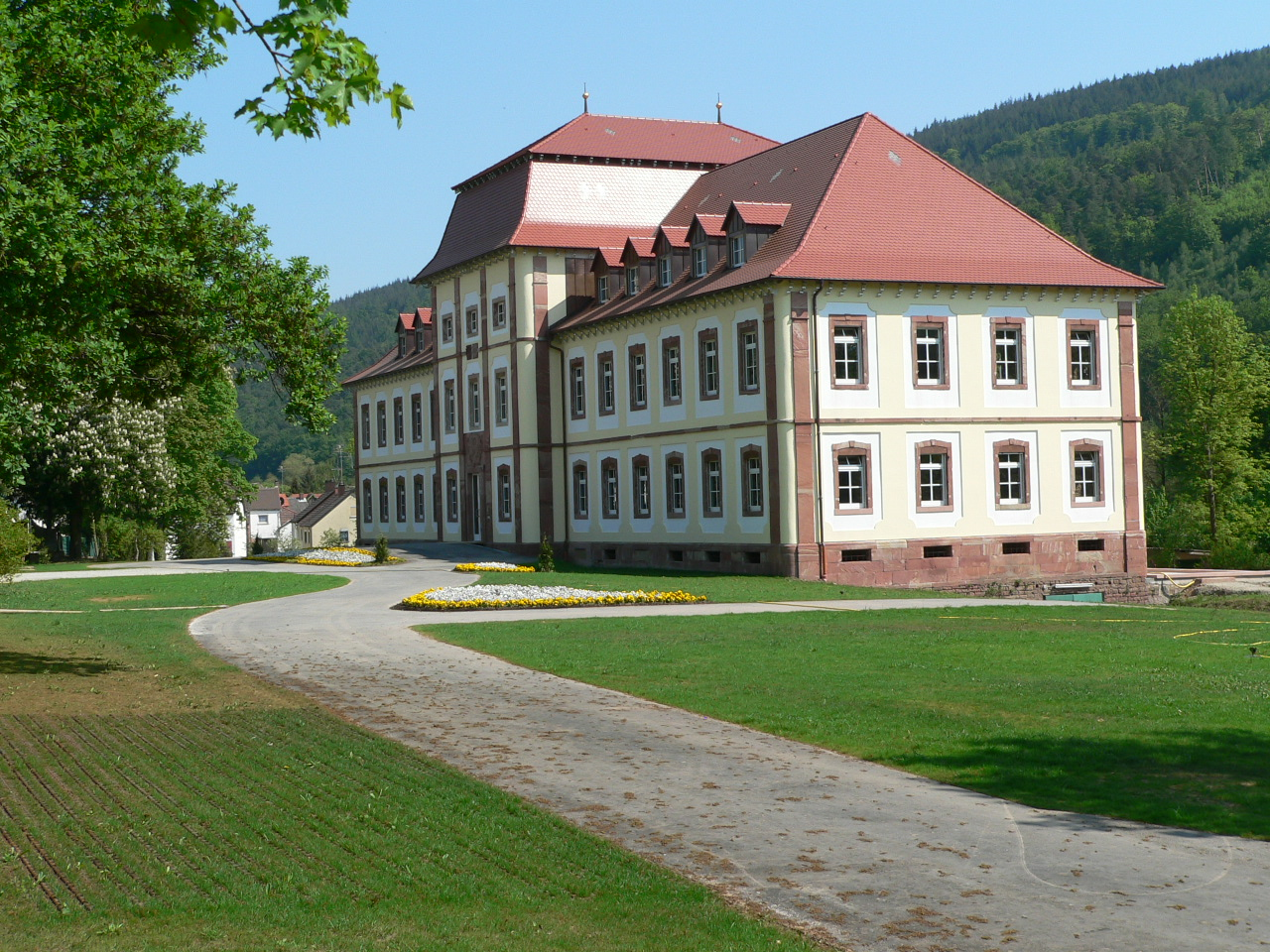
Fechenbacher Schloss nach der Restaurierung 2007

### Bauwerke
- Ruine der Collenburg, errichtet durch das Geschlecht der Rüdt von Collenberg 1250. (vgl. Buchen (Odenwald))
- Fechenbacher Schloss, errichtet 1750 vom Grafen von Reigersberg
- Fechenbacher ehemalige Synagoge der jüdischen Gemeinde Kleine Gasse 12, die beim Novemberpogrom 1938 verwüstet wurde[15]
- Jüdischer Friedhof im Gemeindeteil Reistenhausen

### Kulinarische Spezialitäten
- Himmel und Erde (Himmel ist Apfelbrei, Erde ist Kartoffelstampf) Dazu gibt es gebackene Blut- und Leberwürstle. Darüber kommen geröstete Zwiebeln.
- Öpfelwoi (selbstgekelterter Apfelwein). Wegen Farbe und Geschmack werden oft Quitten mit gekeltert. Es wurde extra ein Lied über den Apfelwein komponiert:
Reistenhäuser Apfelweinlied „Der Apfelwein der sucht sich seinesgleichen“.

### Öffentlicher Bücherschrank
Im Treppenhaus des Rathauses wurde ein öffentlicher Bücherschrank eingerichtet, der als kostenlose Tauschbörse oder zur Mitnahme von Büchern genutzt wird.

## Persönlichkeiten
- Georg Hennch (1839–1919), Eisenbahningenieur[16][17]

## Sonstiges
Auf dem Gebiet der Gemeinde und somit auf bayerischen Territorium befindet sich der Sender Freudenberg des Südwestrundfunks (SWR) zur Versorgung von Freudenberg mit UKW-Hörfunkprogrammen des SWR.
Direkt am Mainufer befindet sich ein Campingplatz.